# لورا باينوم
لورا باينوم (بالإنجليزية: Laura Bynum)‏ (28 فبراير 1968، سبرينغفيلد في الولايات المتحدة)؛ روائية أمريكية.